# قاضي بغداد الأول
قاضي بغداد الأول
هو منصب قضائي شرعي في المحكمة الشرعية سابقا في بغداد، إذ كان هو القاضي الشرعي الأول في المحكمة على مستوى بغداد، وتولاه على مر الزمن قضاة كثيرون أمثال:
- الشيخ عبد الحميد الأتروشي
- السيد إبراهيم الآلوسي
- عبد الجبار القاضي
- كان آخر من تولاه الشيخ عبد القادر إبراهيم علي